# Bahnhof Oeiras
Der Bahnhof Oeiras ist einer der sechs Bahnhöfe auf dem Gebiet der gleichnamigen Stadt an der Costa do Estoril in Portugal. Der Bahnhof liegt an der Linha de Cascais und wird ausschließlich von Vorortszügen der CP Urbanos de Lisboa bedient.

## Geschichte
Der Bahnhof wurde gleichzeitig mit der Bahnstrecke Cascais–Pedrouços der Companhia Real dos Caminhos de Ferro Portugueses als Teil der heutigen Linha de Cascais am 30. September 1889 dem Verkehr übergeben. Bis heute wird die Strecke von der CP nahezu autark betrieben. Keiner der Bahnhöfe der Strecke bietet eine Verknüpfung zu anderen Strecken des portugiesischen Eisenbahnnetzes; einzig ein stromloses Verbindungsgleis mit der Linha de Cintura in Alcântara steht zur Überführung von Fahrzeugen zur Verfügung.

## Anlage und Empfangsgebäude
Der behindertengerecht ausgebaute Bahnhof verfügt über ein zweistöckiges Empfangsgebäude mit Walmdach. Das Empfangsgebäude ist nur mit einem schmalen Bahnsteig mit den Bahnanlagen verbunden. Der Bahnsteig wird heute nicht mehr genutzt. Im Empfangsgebäude befinden sich Einrichtungen zum Fahrkartenerwerb für Vorortszüge der Comboios de Portugal, Toiletten und eine Bar. Der Bahnhof verfügt über drei Bahnsteiggleise und zahlreiche Service- und Anschlussgleise. Die drei Bahnsteiggleise liegen an zwei Mittelbahnsteigen, wobei das mittlere Gleis 2 von beiden Bahnsteigen erreicht werden kann. Dieser Umstand wird auch im Betriebsablauf der Linha de Cascais genutzt: Auf Gleis 2 halten die in Oeiras endenden Züge aus Lissabon, während auf den beiden äußeren Gleisen die Züge der Verbindung Lissabon Cais do Sodré–Cascais halten und das Umsteigen am selben Bahnsteig in beiden Richtungen angeboten werden kann. Die Bahnsteige sind 142 Meter lang und 1,1 Meter hoch.

## Verkehr

### Eisenbahn
Oeiras ist montags bis freitags Endpunkt eines der beiden Zugläufe der Linha de Cascais-Linienfamilie der CP Urbanos de Lisboa. Der Zuglauf Oeiras–Lissabon Cais do Sodré hält an allen Stationen – die Fahrtzeit nach Cais do Sodré beträgt 26 Minuten. Parallel dazu mit bahnsteiggleichem Anschluss in Oeiras verkehrt die Relation Cascais–Lissabon Cais do Sodré, welche zwischen Cascais und Oeiras an allen Stationen hält und danach beschleunigt mit Zwischenhalten nunmehr in Algés und Lissabon Alcântara-Mar nach Cais do Sodré verkehrt und dafür 17 Minuten benötigt.
Beide Zugläufe verkehren im Zwölfminutentakt (in der Hauptverkehrszeit teilweise verdichtet), wobei in Oeiras rund zwei Minuten zum Umsteigen zur Verfügung stehen.
An den Wochenenden und Feiertagen verkehren ganztags im 20-Minuten-Takt Züge von Cascais nach Lissabon mit Halt an allen Stationen.

### Bus
Der Bahnhof Oeiras ist ein Busknoten, wo verschiedene Unternehmen diverse Verbindungen anbieten. Die Vimeca/Lisboa Transportes verbindet den Bahnhof Oeiras unter anderem mit dem Bahnhof Paço de Arcos oder mit der Praça de Espanha in Lissabon. Ebenfalls von Vimeca wird die Buslinie 112 betrieben, welche vom Bahnhof Oeiras über den Lagoas Park und den Taguspark zum Bahnhof Agualva/Cacém an der Linha de Sintra und weiter nach Belas führt.
Das Unternehmen Scoturb bietet Verbindungen von Oeiras zum Bahnhof Sintra, zum Bahnhof Rio de Mouro und nach Parede an.